# FA Cup 1904/05

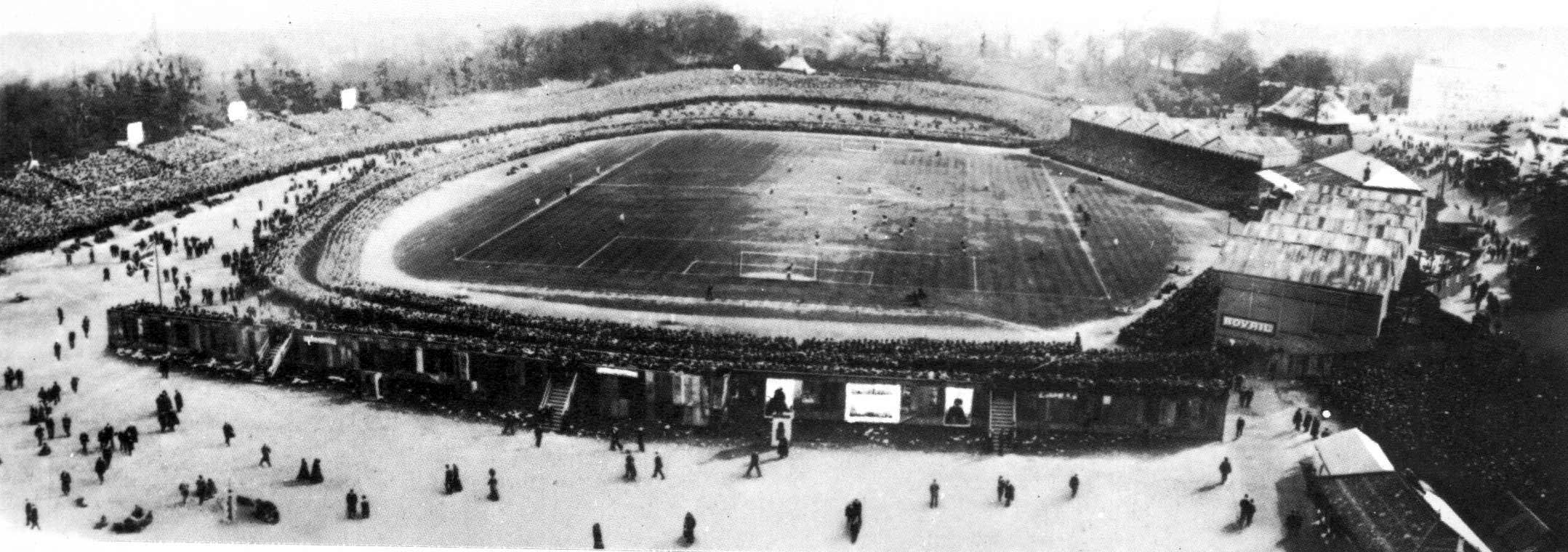
Panoramabild des FA-Cup-Finals von 1905.

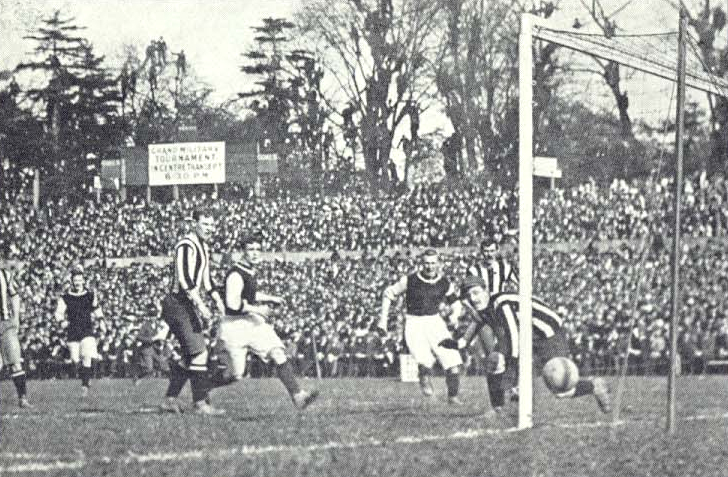
Harry Hampton als Torschütze im 1905er FA-Cup-Finale.

Der FA Cup 1904/05 war die 34. Austragung des The Football Association Challenge Cup (meist als FA Cup bekannt).
Der Pokalwettbewerb startete mit der Qualifikation zwischen dem 10. September 1904 und dem 15. Dezember 1904, der eine Zwischenrunde zwischen dem 14. Januar 1905 und dem 23. Januar 1905 folgte. Die Hauptrunde begann anschließend ab dem 4. Februar 1905 und endete mit dem Finalspiel im Crystal Palace in London am 15. April 1905 vor einer Kulisse von offiziell 101.117 Zuschauern. Sieger des Wettbewerbs wurde zum vierten Mal Aston Villa. Unterlegener Finalist war Newcastle United.

## Wettbewerb

### Zwischenrunde
| Datum           |                        | Ergebnis |                      |
| --------------- | ---------------------- | -------- | -------------------- |
| 14. Januar 1905 | Bradford City          | 1:4      | FC Millwall          |
| 14. Januar 1905 | FC Brentford           | 1:1      | Reading              |
| 14. Januar 1905 | Brighton & Hove Albion | 1:2      | Bristol Rovers       |
| 14. Januar 1905 | Bristol City           | 2:1      | FC Blackpool         |
| 14. Januar 1905 | FC Burnley             | 1:1      | Lincoln City         |
| 14. Januar 1905 | Grimsby Town           | 2:0      | Gainsborough Trinity |
| 14. Januar 1905 | Manchester United      | 2:2      | FC Fulham            |
| 14. Januar 1905 | Plymouth Argyle        | 2:0      | FC Barnsley          |
| 14. Januar 1905 | FC Portsmouth          | 0:0      | FC Chesterfield      |
| 14. Januar 1905 | West Bromwich Albion   | 2:5      | Leicester Fosse      |

#### Wiederholungsspiele
| Datum           |                   | Ergebnis |                   |
| --------------- | ----------------- | -------- | ----------------- |
| 18. Januar 1905 | FC Fulham         | 0:0      | Manchester United |
| 18. Januar 1905 | Lincoln City      | 3:2      | FC Burnley        |
| 18. Januar 1905 | FC Portsmouth     | 2:0      | FC Chesterfield   |
| 18. Januar 1905 | FC Reading        | 2:0      | FC Brentford      |
| 23. Januar 1905 | Manchester United | 0:1      | FC Fulham         |

### Erste Hauptrunde
| Datum           |                   | Ergebnis |                         |
| --------------- | ----------------- | -------- | ----------------------- |
| 4. Februar 1905 | Aston Villa       | 5:1      | Leicester Fosse         |
| 4. Februar 1905 | Blackburn Rovers  | 1:2      | The Wednesday           |
| 4. Februar 1905 | Bolton Wanderers  | 1:1      | Bristol Rovers          |
| 4. Februar 1905 | FC Bury           | 1:0      | Notts County            |
| 4. Februar 1905 | Derby County      | 0:2      | Preston North End       |
| 4. Februar 1905 | FC Fulham         | 0:0      | FC Reading              |
| 4. Februar 1905 | Lincoln City      | 1:2      | Manchester City         |
| 4. Februar 1905 | FC Liverpool      | 1:1      | FC Everton              |
| 4. Februar 1905 | FC Middlesbrough  | 1:1      | Tottenham Hotspur       |
| 4. Februar 1905 | Newcastle United  | 1:1      | Plymouth Argyle         |
| 4. Februar 1905 | Nottingham Forest | 2:0      | Sheffield United        |
| 4. Februar 1905 | Small Heath       | 0:2      | FC Portsmouth           |
| 4. Februar 1905 | FC Southampton    | 3:1      | FC Millwall             |
| 4. Februar 1905 | FC Stoke          | 2:0      | Grimsby Town            |
| 4. Februar 1905 | AFC Sunderland    | 1:1      | Wolverhampton Wanderers |
| 4. Februar 1905 | Woolwich Arsenal  | 0:0      | Bristol City            |

#### Wiederholungsspiele
| Datum            |                         | Ergebnis |                  |
| ---------------- | ----------------------- | -------- | ---------------- |
| 8. Februar 1905  | Bristol City            | 1:0      | Woolwich Arsenal |
| 8. Februar 1905  | Bristol Rovers          | 0:3      | Bolton Wanderers |
| 8. Februar 1905  | FC Everton              | 2:1      | FC Liverpool     |
| 8. Februar 1905  | Plymouth Argyle         | 1:1      | Newcastle United |
| 8. Februar 1905  | FC Reading              | 0:0      | FC Fulham        |
| 8. Februar 1905  | Wolverhampton Wanderers | 1:0      | AFC Sunderland   |
| 9. Februar 1905  | Tottenham Hotspur       | 1:0      | FC Middlesbrough |
| 13. Februar 1905 | FC Fulham               | 1:0      | FC Reading       |
| 13. Februar 1905 | Newcastle United        | 2:0      | Plymouth Argyle  |

### Zweite Hauptrunde
| Datum            |                         | Ergebnis |                   |
| ---------------- | ----------------------- | -------- | ----------------- |
| 18. Februar 1905 | Aston Villa             | 3:2      | FC Bury           |
| 18. Februar 1905 | Bristol City            | 0:0      | Preston North End |
| 18. Februar 1905 | FC Fulham               | 1:0      | Nottingham Forest |
| 18. Februar 1905 | Manchester City         | 1:2      | Bolton Wanderers  |
| 18. Februar 1905 | The Wednesday           | 2:1      | FC Portsmouth     |
| 18. Februar 1905 | FC Stoke                | 0:4      | FC Everton        |
| 18. Februar 1905 | Tottenham Hotspur       | 1:1      | Newcastle United  |
| 18. Februar 1905 | Wolverhampton Wanderers | 2:3      | FC Southampton    |

#### Wiederholungsspiele
| Datum            |                   | Ergebnis |                   |
| ---------------- | ----------------- | -------- | ----------------- |
| 22. Februar 1905 | Newcastle United  | 4:0      | Tottenham Hotspur |
| 23. Februar 1905 | Preston North End | 1:0      | Bristol City      |

### Dritte Hauptrunde
| Datum        |                   | Ergebnis |                  |
| ------------ | ----------------- | -------- | ---------------- |
| 4. März 1905 | Aston Villa       | 5:0      | FC Fulham        |
| 4. März 1905 | Bolton Wanderers  | 0:2      | Newcastle United |
| 4. März 1905 | FC Everton        | 4:0      | FC Southampton   |
| 4. März 1905 | Preston North End | 1:1      | The Wednesday    |

#### Wiederholungsspiel
| Datum        |               | Ergebnis |                   |
| ------------ | ------------- | -------- | ----------------- |
| 9. März 1905 | The Wednesday | 3:0      | Preston North End |

### Halbfinale
Die ersten beiden Spiele wurden am 25. März 1905 und das Wiederholungsspiel am 29. März 1905 ausgetragen.
|                  | Ergebnis |               | Ort            |
| ---------------- | -------- | ------------- | -------------- |
| Aston Villa      | 1:1      | FC Everton    | Stoke-on-Trent |
| Newcastle United | 1:0      | The Wednesday | Manchester     |

#### Wiederholungsspiel
|             | Ergebnis |            | Ort        |
| ----------- | -------- | ---------- | ---------- |
| Aston Villa | 2:1      | FC Everton | Nottingham |

### Finale
| Aston Villa                                        | Aston Villa | Newcastle United | Newcastle United |
| -------------------------------------------------- | --- | --- | ---------------- |
| Aston Villa                                        | \| Finale \| \| Samstag, 15. April 1905 in London (Crystal Palace) \| \| Ergebnis: 2:0 (1:0) \| \| Zuschauer: 101.117 \| \| Schiedsrichter: Pat Harrower \| \| Spielbericht \| | \| Finale \| \| Samstag, 15. April 1905 in London (Crystal Palace) \| \| Ergebnis: 2:0 (1:0) \| \| Zuschauer: 101.117 \| \| Schiedsrichter: Pat Harrower \| \| Spielbericht \|            | Newcastle United |
| Aston Villa                                        | Billy George – Howard Spencer, Alf Miles – Joe Pearson, Alex Leake, Jack Windmill – Billy Brawn, Billy Garraty, Harry Hampton, Joe Bache, Bert Hall Cheftrainer: George Ramsay | Jimmy Lawrence – Andy McCombie, Jack Carr – Alex Gardner, Andy Aitken, Peter McWilliam – Jock Rutherford, James Howie, Bill Appleyard, Colin Veitch, Bert Gosnell Cheftrainer: Frank Watt | Newcastle United |
| Aston Villa                                        | 1:0 Harry Hampton (2.) 2:0 Harry Hampton (76.) | | Newcastle United |
| Finale                                             | | |                  |
| Samstag, 15. April 1905 in London (Crystal Palace) | | |                  |
| Ergebnis: 2:0 (1:0)                                | | |                  |
| Zuschauer: 101.117                                 | | |                  |
| Schiedsrichter: Pat Harrower                       | | |                  |
| Spielbericht                                       | | |                  |